# Machiniste itinérant
Pour la série télévisée, voir Roadies (série télévisée).

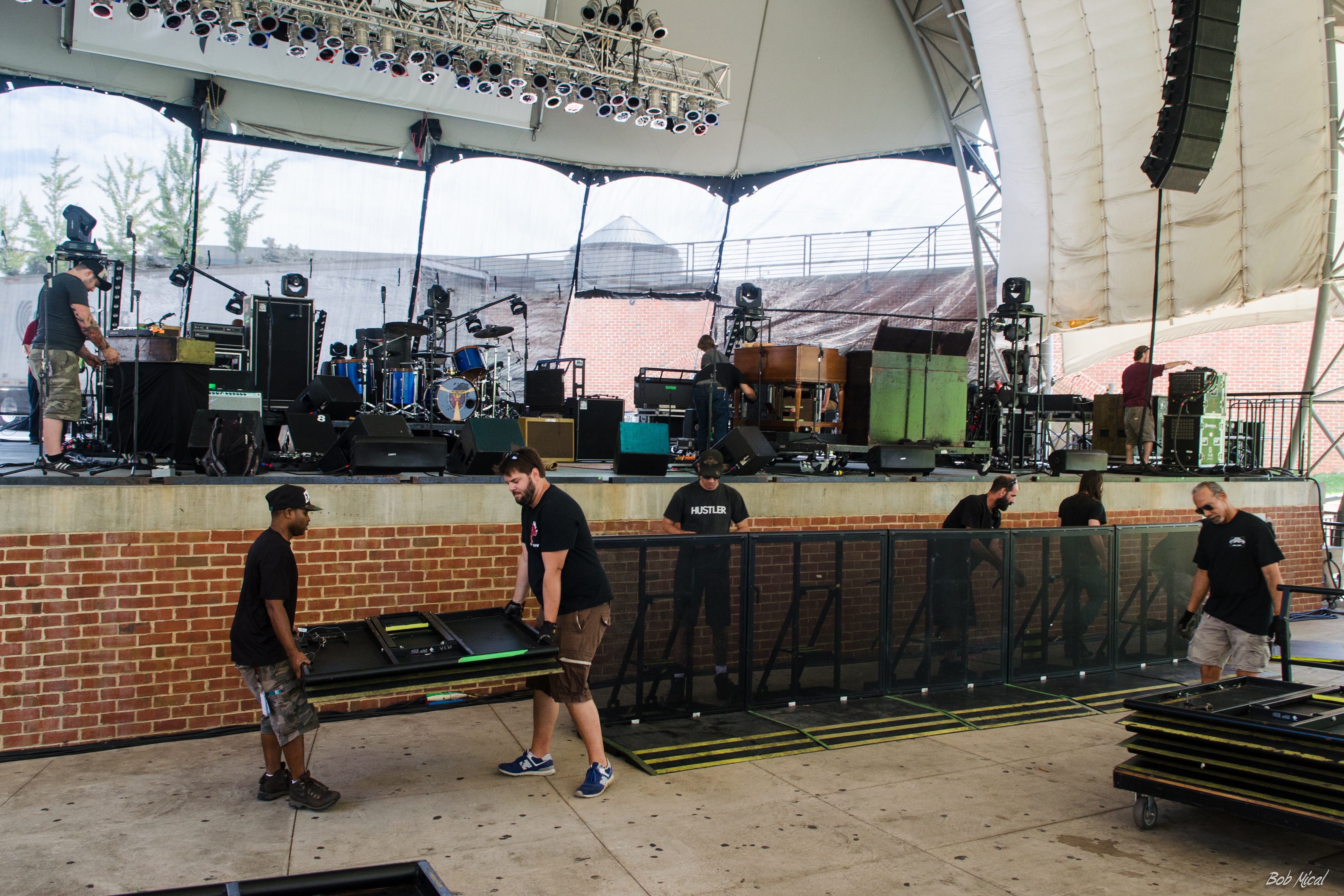
Roadies en train de monter une scène.

Un machiniste itinérant (ou roadie dans l'argot) est un employé qui voyage sur la route avec les artistes et groupes de musique lors de leurs tournées. 
Ce terme fourre-tout s'applique autant à l'accompagnateur-chef, au directeur de production, au régisseur général et au directeur des services techniques qu'aux différents techniciens, ingénieurs du son et gardes du corps.